# Comes litoris Saxonici per Britanniam

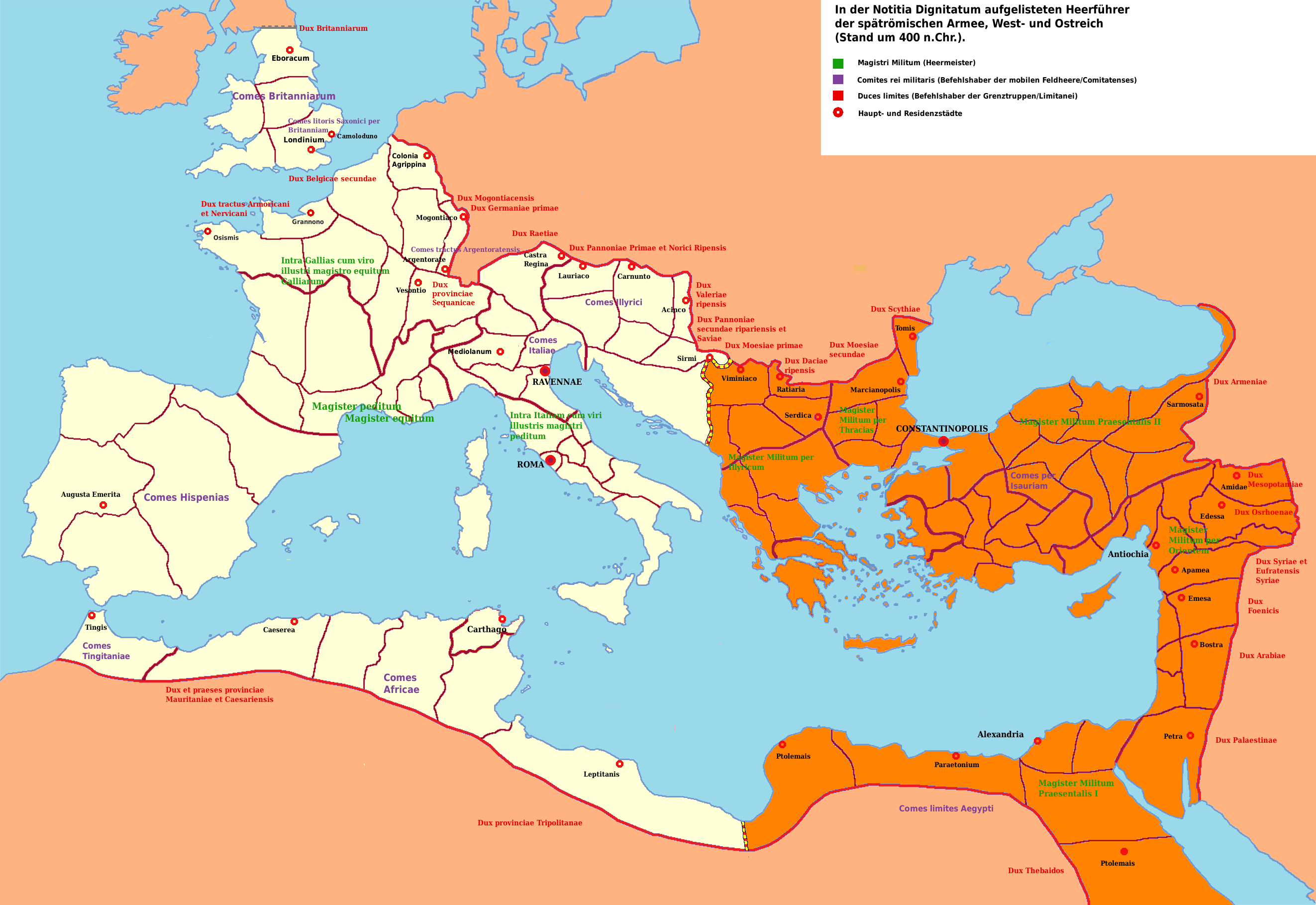
Heerführer der Comitatenses und Limitanei im 5. Jahrhundert n. Chr.

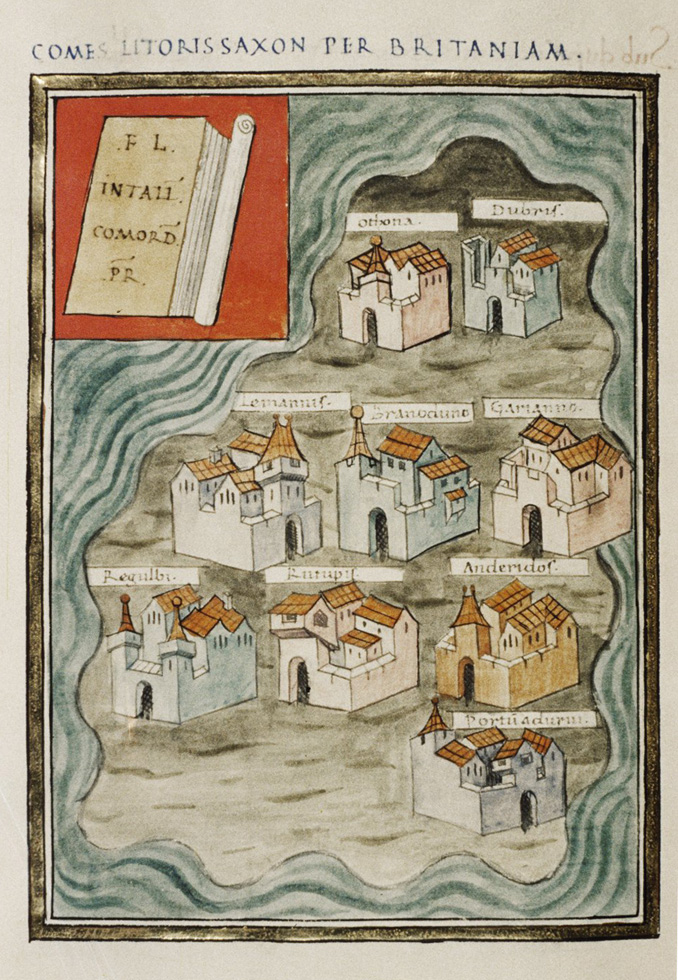
Notitia Dignitatum: Die Kastelle der britischen Sachsenküste Othona, Dubris, Lemannis, Branoduno, Garriano, Regulbi, Rutupis, Anderidos und Portum Adurni

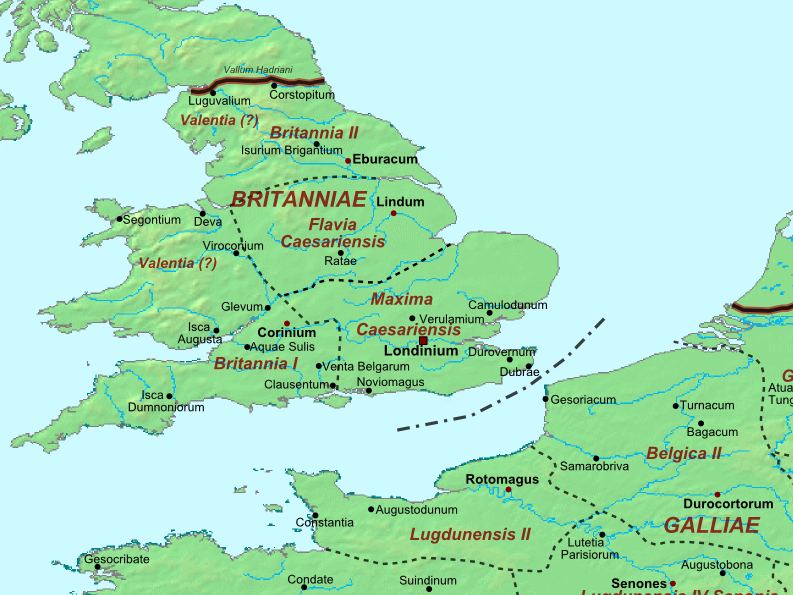
Die spätantiken Provinzen in Britannien (400 n. Chr.)

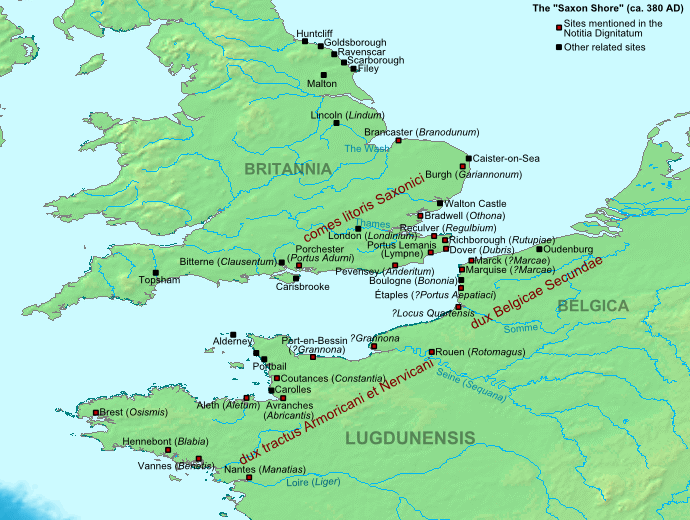
Die Kastelle und Festungsstädte der Sachsenküste um das Jahr 380 auf beiden Seiten des Ärmelkanals

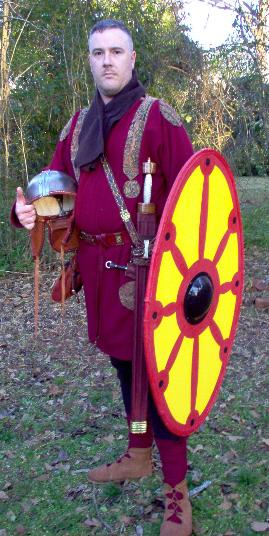
Reenactor, der einen Soldaten der Secunda Britannica (4. Jahrhundert) darstellt, eine Einheit der legiones comitatenses unter dem Oberbefehl des Magister peditum (Notitia Dignitatum Occ. V).

Der Comes Litoris Saxonici per Britanniam (wörtlich: „Graf der Sachsenküste in Britannien“) war ein hoher Offizier in der britischen Provinzialarmee des 3. bis 5. Jahrhunderts n. Chr. dessen Aufgabe es war, die an der Ost-, Südost- und Südküste Englands errichteten Kastelle gegen Raubzüge feindlicher Stämme zu sichern.

## Definition
Der spätantike römische Amts- und Ehrentitel Comes bezeichnete in der Regel die höchste Rangklasse des Adels (vir spectabilis) bzw. die engsten Ratsmitglieder am kaiserlichen Hof. Beim Militär wurde dieser Titel an die Kommandeure der mobilen Feldarmeen in den Provinzen oder an hohe Offiziere für zeitlich begrenzte Sonderkommandos vergeben (comes rei militaris).
Der Comes litoris Saxonici per Britanniam war zusammen mit dem
- Comes Britanniarum, dem Oberbefehlshaber des mobilen Feldheeres, und dem
- Dux Britanniarum, dem Oberbefehlshaber der Nordgrenze (Hadrianswall),

einer der drei ranghöchsten Offiziere und Unterstatthalter im spätrömischen Britannien. ^

## Kommandobereich
Seine in der ND abgebildeten Insignien bestehen aus einer stilisierten Karte Britanniens die neun, über die ganze Insel verstreute Garnisonsstandorte zeigt. Diese sind die durch stark vereinfachte Städte- bzw. Festungsdarstellungen mit ihren jeweiligen Ortsnamen gekennzeichnet. Aber ihre Positionen entsprechen nicht der geografischen Realität, stattdessen folgen sie der Reihenfolge der Kastelle, die in der zugehörigen Liste der Einheiten und Stützpunkte aufgezählt werden. Dieser Militärbezirk entstand vermutlich aus einer Abspaltung vom einstigen Küstenschutzkommando des Comes Maritimi Tractus. Wie der Dux tractus Armoricani et Nervicani in Gallien kommandierte der Comes nicht das ganze Provinzaufgebot, sondern nur die Besatzungen der Kastelle zwischen den Flüssen Wash und Solent. Sein Befehlsbereich (comitativa) umfasste damit die Küsten der Provinzen
- Flavia Caesariensis,
- Maxima Caesariensis und der
- Britannia prima.

Das entspricht den größten Teil des heutigen Kent und die Süd-Ost-Region der Insel. Der Zusatz per Britannias bedeutete, dass die Sachsenküste ebenfalls in mehrere Abschnitte unterteilt war oder sich noch über die Britannien hinaus erstreckte. Neben dem britannischen Flottenverband, den Kastellen an der Küste von Norfolk (bis zu einem Stützpunkt in der Nähe von Portsmouth) und Hampshire standen wohl auch noch die Signalstationen an der Nordsee unter seinem Befehl. Sein Hauptquartier befand sich wahrscheinlich in Camulodunum/Colchester oder in Londinium/London.

## Funktion
Der genaue Umfang seiner Pflichten und Autorität sind unbekannt. Auch die Erklärung für den Begriff „litoris Saxonici“ ist nicht eindeutig. 
Es könnte
- „die gegen die Sachsen verteidigte Küste“,
- „die von den Sachsen verteidigte Küste“, oder
- „die von den Sachsen besiedelte Küste“

bedeuten.
Obwohl meist als reines Küstenschutzssystem erklärt, könnte die Aufnahme in die Notitia bedeuten, dass die Sachsenküste auch als eine Art Abgabensprengel fungierte. Einige der dortigen Kastelle scheinen als Marinestationen weniger nützlich gewesen zu sein und könnten vielleicht nur als befestigte Lagerhäuser für die sichere Aufbewahrung der Steuerabgaben gedient haben. Nach Donald White waren einige der Steinkastelle gegenüber der Bedrohung durch germanische Plünderer unverhältnismäßig groß geraten und dienten in erster Linie dazu, eine Zurückeroberung Britanniens während der Abspaltung unter Carausius und Allectus (289-296) durch das Imperium zu verhindern. Diese Ansicht, obwohl weiterhin umstritten, wurde durch archäologische Grabungen in Pevensey unterstützt, die die Erbauung dieser Festung auf die frühen 290er Jahre datieren.

## Entwicklung
Die Notitia Dignitatum ist die einzige schriftliche Quelle für dieses, ansonsten unbekannte Militärkommando. Dass die darin erwähnten britischen Heerführer in der Zeit der Abfassung dieses Dokuments noch im Amt waren haben, ist umstritten. Der comes wurde, laut dem britischen Altphilologen John Church, vielleicht schon im Zuge der Reichsreform unter den Kaisern Diokletian (284-305) und Maximian (286-305), Diokletians Mitherrscher, eingesetzt, zu dieser Zeit wurden in Britannien und Gallien neue Militärämter geschaffen. Samuel Heywood glaubt hingegen, dass dies erst während einer weiteren Reformperiode unter Konstantin dem Großen () geschah. Die Truppenabzüge der Jahre 383, 401 und 407 hatten die britischen Provinzstreitkräfte empfindlich geschwächt, sodass ab da keine kampfkräftigen Kontingente der regulären Armee auf der Insel mehr gestanden haben können. Zu Beginn des 5. Jahrhunderts sagten sich die britannischen Eliten infolgedessen vom Westreich los.
An beiden Seiten des Ärmelkanals entstand damals schrittweise der Limes der Sachsenküste (litoris Saxonicum). An stark exponierten Abschnitten und Flussmündungen wurden Kastelle teilweise neu errichtet oder schon vorhandene umgebaut bzw. verstärkt. Einige von ihnen entstanden erst im späten dritten Jahrhundert, wahrscheinlich auf Anordnung des britischen Flottenbefehlshabers (und späteren Usurpator) Carausius (287–296). Deren Besatzungen hatten die Aufgabe Plünderer und Invasoren abzuwehren oder ihnen den Zugang zum Landesinneren so weit wie möglich zu erschweren. Die Zuständigkeit für die Sicherung Britanniens und der gallischen Küsten des Ärmelkanals lag in der Mitte des 4. Jahrhunderts noch in der Hand eines comes maritimi tractus. Laut Ammianus Marcellinus kam es 367 zu einem konzertierten Einfall mehrerer Barbarenvölker in Britannien, in dessen Verlauf die Einheiten der Provinzstreitkräfte entweder zersprengt oder fast zur Gänze aufgerieben wurden. Auch ihre Oberbefehlshaber fanden dabei den Tod, darunter der comes „der Küstenregionen“, Nectaridus, und der Dux Fullofaudes. Der Historiker Ian Hughes weist darauf hin, dass die beiden aber höchstwahrscheinlich in Gallien, und nicht in Britannien getötet wurden.
Der Tod dieser beiden Heerführer schadete dem Ansehen des Reiches und veranlasste Kaiser Valentinian I. (364–375) zu scharfen Gegenmaßnahmen. So wurde zunächst (mit geringen Erfolg) ein comes mit einer Armee nach Britannien in Marsch gesetzt, bald darauf folgte ihm der magister equitum, Jovinus. Schließlich wurde Flavius Theodosius ausgesandt, um die Barbaren endgültig zurückzuwerfen und dort ausgebrochene Unruhen zu unterdrücken, sein Feldzug war wesentlich erfolgreicher. Nach Befriedung der Insel durch Theodosius muss der Zuständigkeitsbereich des comes maritimi tractus zwischen 368 und 395 in drei neue Militärbezirke aufgeteilt worden sein. Man wollte damit wohl auch verhindern, dass ein Heerführer nicht zu viele Einheiten unter sein Kommando bekam und ihm damit ein Aufstand (wie z. B. unter Carausius) ermöglicht werden konnte. Die Gebiete, um den Hadrianswall waren von den barbarischen Invasoren ausgespart worden. Einige der dort stationierten Aufklärungseinheiten, die vermutlich mit dem Feind konspiriert hatten, wurden wegen ihres Verrats aufgelöst. Die Wallkastelle wurden größtenteils aufgegeben, stattdessen wurde entlang der Küsten eine Wach- und Signalturmkette aufgebaut (siehe hierzu Signalstationen in Yorkshire), deren Besatzungen entweder dem Dux von Britannien oder dem comes litoris Saxonici per Britanniam unterstellt waren. Für den gallischen Teil der Sachsenküste wurden zwei neue Dukate geschaffen (dux Belgicae secundae und dux tractus Armoricani et Nervicani). Der comes befehligte ab diesem Zeitpunkt wohl nur mehr die Kastelle und Wachtürme an Britanniens Südostküste. Die britische Küstenverteidigungsorganisation konnte so bis Anfang des 5. Jahrhunderts aufrechterhalten werden.
In den Jahren 396 bis 398 führte Stilicho noch einmal Flottenoperationen vor Britannien durch. Offensichtlich waren Stilichos Truppen nicht nur in der Lage, die Kontrolle über die Seewege in die nordwestlichsten Provinzen aufrechtzuerhalten, sondern konnten daneben auch noch einige Erfolge im Kampf gegen Sachsen und Scoten erringen. Dies war die Gelegenheit auch gleich die Küstenverteidigung im Südosten Britanniens neu zu organisieren, sie erstand nun in der Form, wie sie in der Endfassung der Notitia Dignitatum überliefert wurde. Es ist gut möglich, dass der britische comes erst in dieser Zeit eingesetzt wurde, da er vorher nirgendwo erwähnt worden war. Das Amt dürfte offiziell bis um 410 bestanden haben, nach den archäologischen Befunden zu schließen wurden einige seiner Kastelle aber schon vorher aufgegeben. Als die Römer zu Beginn des 5. Jahrhunderts die höheren Verwaltungsbeamten und das mobile Feldheer abzogen und Britannien damit faktisch aufgaben (siehe Rheinübergang von 406 und Konstantin III.), verschwindet auch der Comes der Sachsenküste aus den Quellen. Einige der Festungen (auf beiden Seiten des Kanals) blieben in den folgenden Jahrhunderten weiterhin bewohnt und besonders in Britannien wurden sie bis weit in die angelsächsische Zeit hinein genutzt.

## Verwaltungsstab
Das Officium (Verwaltungsstab) des Comes umfasste folgende Ämter:
- Principem ex officiis magistrorum militum praesentalium parte peditum (Kanzleileiter der Armee, aus dem Stab des Heermeisters)
- Numerarios ex utrisque officiis omni anno (zwei Zahlmeister aus dem Stab des Heermeisters, ernannt für ein Jahr)
- Adiutorem (Assistent)
- Cornicularium (Sekretär/Proviantmeister)
- Subadiuuam (Hilfskraft)
- Regrendarium (Verwalter)
- Exceptores (Juristen)
- Singulares et reliquos officiales (Leibwächter und sonstige Beamte)

In seinem Stab findet sich auch ein Cornicularis. Dieser war für gewöhnlich für die Verproviantierung der Einheiten verantwortlich. Solche Amtsträger finden sich in der Notitia nur noch bei fünf anderen Comes und Duces. In der Spätantike fiel diese Aufgabe in die Verantwortung der Zivilverwaltung der Provinz. Möglicherweise konnte der Comes in Krisenzeiten eigenmächtig über die Versorgungsgüter aus den öffentlichen Speichern verfügen.

## Truppen
Laut der ND unterstanden dem Comes neben Soldaten des Provinzheeres (7 Infanterie- und 2 Kavallerieverbände) bis zum Jahr 400 wahrscheinlich auch Einheiten der Kanalflotte (Classis Britannica), um mit ihrer Hilfe germanische Plünderer und Invasoren von der Landung an seinen Küsten abzuhalten. Diese werden in der Notitia aber nicht explizit angegeben. In der Truppenliste der Notitia Dignitatum werden auch nur neun Kastelle an der Sachsenküste aufgelistet, obwohl -nachweislich- elf davon am Wash-Solent-Limes standen. Alle Einheiten des Comes zählen zu den Limitanei. Einige waren wohl mit den vom Magister equitum kommandierten Pseudocomitatenses der gallischen Feldarmee identisch. Sie werden auch nicht in der Liste des Magister peditum angeführt.

## Distributio Numerorum
Laut der ND Occ. standen dem Comes folgende Einheiten zur Verfügung:

### Küstenwächter (Kavallerie)
| Offiziere/Einheiten/Kastelle                                    | Bemerkung | Abbildung |
| --------------------------------------------------------------- | --- | --------- |
|                                                                 | Limitanei-Equites |           |
| Praepositus equitum Dalmatarum Branodunensium, Branoduno        | Diese im heutigen Brancaster stationierten Reiter stammen ursprünglich wohl von einer dalmatinischen Kavallerieeinheit ab. Reitereinheiten aus Dalmatien wurde anscheinend zum ersten Mal unter Gallienus (260–268) im späten 3. Jahrhundert aufgestellt. Für diese Einheit liegen bis dato keine Inschriften vor. Eine weitere Einheit der Equites Dalmatarum stand nach den Angaben der Notitia in Praesedio (vielleicht Bridlington) in der Armee des Dux Britanniarum. Beide Einheiten könnten einst aber auch aus britischen Alae hervorgegangen sein. |           |
| Praepositus equitum stablesianorum Gariannonensium, Gariannonor | Diese Reiter aus Burgh Castle (möglicherweise lag ein Teil von ihnen auch im benachbarten Caister-on-Sea) waren eine Vexillation der britischen Gardereiterei (Comitatenses), der sog. Equites stablesiani, die in der Notitia Occ. auch in der Feldarmee des Comes Britanniarum angegeben wird. Sie hat ebenfalls keine Inschriften hinterlassen, ihr Kastell wird in keiner anderen antiken Quelle erwähnt. Was genau mit stablesiani gemeint ist (abseits des Bezuges auf Stall), wird noch kontrovers diskutiert. Zwei weitere dieser Gardeeinheiten werden in der Liste des Magister equitum erwähnt: die - Equites stablesiani Africani und die - Equites stablesiani Italiciani, beide standen in der Armee des Comes Africae. |           |

### Küstenwächter (Infanterie)
| Offiziere/Einheiten/Kastelle                   | Bemerkung | Abbildung |
| ---------------------------------------------- | --- | --------- |
|                                                | Limitanei |           |
| Praepositus numeri Fortensium, Othonae         | Die „Schar der Tapferen“ stand im heutigen Bradwell (früher Ythanceaster) und wird seit der Mitte des 19. Jahrhunderts als eine Vexillation der Legio II Traiana fortis angesehen. Andere Abteilungen dieser Legion standen lt. der Notitia Occ. in Appollonos superioris unter dem Dux Thebaidos und in Parembole unter dem Comes limitis Aegypti (beide Ostreich). Guy Hassall hält die in Othonae stationierten Soldaten für Kavalleristen, da sie in einem Numerus organisiert waren. Außerdem werden in der Notitia noch die Reiter des - Cuneus equitum Fortensium unter dem Dux Valeriae ripensis und ein - Cuneus equitum Dalmatarum Fortensium unter dem Dux Daciae ripensis (Ostreich) angegeben. Die Bezeichnung Numerus wurde jedoch nicht ausschließlich nur für berittene Einheiten verwendet. Tatsächlich existieren zahlreiche Inschriften von Numeri, die zweifellos Infanterieeinheiten waren. Der Begriff Cuneus scheint in der Notitia hingegen nur für berittene Einheiten reserviert gewesen zu sein. Hoffmann erklärte erstere als eine Einheit, die aus früheren Legionsreitern gebildet worden waren. Wie die Einheiten der Promoti, von denen angenommen wird, dass sie ebenfalls auf diese Weise entstanden sind. Letztere, glaubte er, dass sie durch den Zusammenschluss einer Abteilung der Legionskavallerie aus Dalmatinern entstanden sein könnte. Wie Hassall selbst betonte, muss die Legio II Traiana auch nicht alle in der Notitia als Fortenses bezeichnete Abteilungen gestellt haben. Die Gesamtzahl der bekannten Fortenses-Einheiten ist jedoch relativ groß, es konnten daher nicht alle von einer einzigen Legion abstammen. Leider gibt es bis dato keine epigraphischen Beweise aus Bradwell oder anderswo, die weitere Hinweise über die Herkunft dieser Truppe liefern könnten. Dass sie von einem Praepositus (= Inhaber eines Sonderkommandos) und nicht von einem Praefectus kommandiert wurde, spricht ebenfalls für eine ehemalige Legionärsvexillation. Die Anwesenheit der Fortensis in der britischen Provinzarmee könnte durch eine Verlegung nach Britannien unter Valentinian I. (364–375) als Folge der Krise von 367 erklärt werden. Die Legio II Traiana Fortis wurde vom Kaiser Victorinus (269–271) aber in den späten 260er oder frühen 270er Jahren mit einer Sonderprägung von Aurei geehrt. Emil Ritterling (1924–1925) interpretierte dies so, dass der Feldherr Aureolus von einer Vexillation der Legion begleitet worden war, als er aus dem Osten anmarschierte, um das gallische Sonderreich zu zerschlagen, und dass die Abteilung ihm folgte, als er zu den gallischen Rebellen wechselte. Nach der endgültigen Niederlage des Gallischen Reiches könnte Kaiser Aurelian (270–275) als Disziplinarmaßnahme die Einheit zur Verstärkung der Küstenverteidigungen in das abgelegene Britannien verlegt haben, anstatt sie wieder nach Ägypten zurückkehren zu lassen. |           |
| Praepositus militum Tungrecanorum, Dubris      | Die „tungrischen Soldaten“ lagen im heutigen Dover. Die Einheit scheint ursprünglich aus einer Truppe der Tungri (auch Tungrecani oder Tongrecani) hervorgegangen zu sein. Dieser Stamm siedelte in der Region um die belgische Stadt Tongres. Die Notitia listet noch zwei andere Tungriereinheiten für Britannien auf. Sie könnte also eine Vexillation der - Cohors primae Tungri unter dem Dux Britanniarum in Borcovicio (Housesteads) oder noch wahrscheinlicher der teilberittenen - Cohors secundae Tungri sein. Die Cohors I wird in der Notitia sonst nirgendwo anders erwähnt. Epigraphische Beweise für eine Cohors Tungrorum millaria sind sehr zahlreich vorhanden, aber es existieren auch Inschriften einer Cohors II Tungrorum milliaria equitata. Die meisten stammen aus Nordengland, einige wurden auch im Süden gefunden. Auch ein Altar aus Birrens (Blatobulgium), ein Vorposten des Hadrianswalls, wurde von den Soldaten einer COH II MIL EQ in Auftrag gegeben. In Dover konnte bislang keine entdeckt werden, die die Identität der spätantiken Garnison beweist. 1976 erwähnte Hassall eine Lücke in der Liste des Dux Britanniarum, die genau diese Einheit abdeckt, und weithin als solche akzeptiert wurde. Dies würde bedeuten, dass die Garnison von Dover in Wahrheit eine dritte, eigenständige Tungriereinheit war. Dieser Umstand kann dadurch erklärt werden, dass die Cohors I Tungrorum millaria und der Rest der Cohors II Tungrorum milliaria equitata als Infanterietruppe in der Armee des britischen Dux aufgingen, während die Tungriereinheit des Comes der Sachsenküste aus den Reitern der alten Cohors II Tungrorum milliaria equitata gebildet worden sein könnte. Man schlug auch vor, dass sie aus Gallien nach Britannien verlegt worden waren, nachdem die strategische Straße Köln-Boulogne während der Regierungszeit des Gratian (375–383) nicht mehr von regulären römischen Truppen gesichert wurde. Diese Theorie ist jedoch umstritten. Die Turnacenses in Dover waren zwar Limitanei, aber die Tungrecani waren auch, wie wir von Ammianus Marcellinus wissen, ein Regiment der Comitatenses. Tatsächlich sind zwei Einheiten der Tungrecani bekannt, die - Tungrecani Seniores und die - Tungrecani Iuniores, die nach der Aufteilung der Armee zwischen Valentinian I. und Valens im Jahr 364 aus einer einzigen Einheit hervorgegangen waren. Die in der Kirche von Laupersdorf (CH) gefundene Inschrift der Tungrecani seniores bezeugt, dass Valentinian für den Bau der Grenzbefestigungen im Ostteil der Maxima Sequanorum auch die Tungrier eingesetzt hat, ohne dass diese ihr eigentliches Standquartier – im konkreten Fall wohl Châlons-sur-Sâone – aufgegeben haben. Der Begriff pedatura („Abschnitt“) und die Tatsache, dass ein hoher Stabsoffizier (tribunus) mit der Aufsicht über die Bauarbeiten betraut war, legen nahe, dass die Tungrecani seniores wahrscheinlich nicht nur den an der strategisch wichtigen Straße über den Oberen Hauenstein gelegenen burgus Balsthal-St. Wolfgang errichtet haben. Von ihnen erbaut wurden auch andere militärische Anlagen im westlichen Teil des schweizerischen Mittellands. Die Verteidigung der Rheingrenze endete im Winter 401/402, nachdem der magister utriusque militiae Stilicho die dort stationierten Einheiten abgezogen hatte, um die in Italien eingefallenen Westgoten unter Alarich abzuwehren. Zu den abgezogenen Einheiten gehörten wohl auch die Tungrecani seniores; jedenfalls werden sie in der Notitia dignitatum (5,148; 7,6) in der Italienarmee aufgeführt. Die Tungrecani in Britannien könnten dann aus der dortigen Feldarmee später zu den Kastellen der Südostküste abkommandiert worden sein, dessen Garnisonen infolge der Krise von 367 drastisch geschwächt waren. Eine andere Möglichkeit wäre, dass die Tungrecani Iuniores, 365 in Konstantinopel den Putsch des Usurpator Procopius unterstützten. Diese Einheit ist im Gegensatz zu den Seniores in der Notitia nicht belegt und ihre Degradierung in den Status von Grenzwächtern wäre damit plausibel. Es könnte aber auch sein, dass sie erst im Zuge der Invasion von 367 - mit der Armee des Flavius Theodosius - nach Britannien entsandt worden war. |           |
| Praepositus numeri Turnacensium, Lemannis      | Vermutlich eine Einheit germanischer Söldner aus der Region um Turnacum im nördlichen Gallien, die heutige belgische Stadt Tournai. Der einzige schriftliche Beweis aus Lympne erwähnt einen Präfekten der dort stationierten Classis Britannica (ca. 125 n. Chr.), aber es wurde bis dato nichts in Bezug auf die dort befindlichen Landtruppen gefunden. Es könnte sein, dass dieser Numerus mit dem Truncensimani in der Armee des magister militum per Gallias in Zusammenhang steht. Weiters besteht auch die Möglichkeit, dass den Kopisten der Notitia – wie so oft – ein Abschreibfehler unterlief und diese Einheit einst aus einer der Rheinlegionen (Legio XXX Ulpia Victrix) herausgezogen wurde. Ihre Resttruppe lag im 4. Jahrhundert im Kastell Tricensimae (Xanten). |           |
| Tribunus cohortis primae Baetasiorum, Regulbio | Diese, im heutigen Reculver (Kent) stationierte Einheit gehörte zu einer Kohorte, die vermutlich gegen Ende des 1. Jahrhunderts aus dem Stamm der Baetasii in Germanien rekrutiert wurde. Auf einem Altar aus Maryport im Norden Englands wird sie als COH(ors)I BAESTASIORUM C(ivium) R(omanorum) bezeichnet. In Reculver wurden nur Ziegelstempel mit dem Namenskürzel dieser Kohorte geborgen. In der Notitia wird die Einheit als Vetasiorum bezeichnet. Diese wurde von Otto Seeck in [Ba]etasiorum abgeändert, da er in den Schriftquellen eindeutig belegt ist. |           |
| Praefectus legionis secundae Augustae, Rutupis | Die Männer zählten zu einer der Stammlegionen Britanniens, der Legio II Augusta. Bis in das frühe 3. Jahrhundert im Legionslager Isca Silurum stationiert, lag sie im 4. Jahrhundert bei Richborough in Kent. Andere – mutmaßliche – Vexillationen dieser Einheit scheinen in der ND Occ. als - Secundani iuniores unter dem Comes Britanniarum, die - Legio II Britannica siue Secundani, Comitatenses in der Armee des Magister peditum und die - Secundani Britones in der Gallienarmee des Magister equitum auf. Letztere wurde von Hassal in Frage gestellt, der die „Britones“ als eine Hilfstruppe von Provinzialen sieht und nicht als Legionäre. Die archäologischen Funde weisen eindeutig darauf hin, dass das spätantike Kastell in Richborough nur ein Zehntel der Größe des Legionslagers in Caerleon (Isca Silurum) hat, was darauf hindeutet, dass die Legion in der Spätantike personell stark verkleinert wurde. Die in Richborough gefundenen Münzen lassen sich bis um 400 n. Chr. datieren. Ihre Anzahl ist bedeutend größer als an jeder anderen archäologischen Stätte in Britannien, was seine fortgesetzte Bedeutung zum Zeitpunkt der Erstellung der Notitia bestätigen würde. Vielleicht war dort aber auch nur der Kommandostab der Einheit stationiert. Die für das frühe 5. Jahrhundert bezeugte Legio II Brittannica wurde möglicherweise unter dem Usurpator Carausius, während des Bestehens seines britannisch-gallischen Imperiums (287–296) aus der Legio II Augusta herausgezogen. |           |
| Praepositus numeri Abulcorum, Anderidos        | Die Angehörigen dieses numerus stammen ursprünglich wohl aus Abula (heute Avila) in der hispanischen Provinz Tarraconensis, das u. a. in den Geographica des Claudius Ptolemäus erwähnt wird. In Pevensey wurden bislang keine römischen Inschriften gefunden, dort aufgefundene Ziegelstempel mit der Inschrift „HON AUG ANDRIA“ erwiesen sich später als plumpe Fälschungen. Die Abulci werden vom Chronisten Zosimus als Teilnehmer an der Schlacht von Mursa (351) erwähnt. Ob es sich dabei um die besagte Einheit handelte, ist unbekannt. In der Notitia tragen noch zwei andere Einheiten diesen Namen, dies deutet darauf hin, dass sie ursprünglich in Pevensey stationiert waren: - Soldaten unter dem Praefectus militum Anderetianorum, in der Armee des Dux Mogontiacensis in Vicus Iulius und - Marineinfanteristen unter dem Praefectus classis Anderetianorum, stationiert in Parisius. Diese beiden Einheiten waren Teil der Gallienarmee des Magister peditum presentalis. Die Abulcier in Pevensey hingegen gehörte höchstwahrscheinlich zu den Abulci in der gallischen Armee des Magister equitum, sie wurden im frühen 5. Jahrhundert aus Britannien abgezogen. Der Numerus bestand zu dieser Zeit wohl hauptsächlich aus Germanen. Da Anderitum in der Endphase des römischen Britannien wahrscheinlich nicht mehr aus staatlichen Magazinen versorgt wurde, bewirtschafteten sie mit ihren Familien meist kleine, steuerbefreite Höfe und stellten alles, was sie zum Leben benötigten, vor Ort her. |           |
| Praepositus numeri exploratorum, Portum Adurni | Eine Einheit deren Soldaten als Aufklärer und Späher eingesetzt wurden und im heutigen Portchester lagen. Ausgrabungen haben gezeigt, dass im 4. Jahrhundert die Garnison des Kastells wohl hauptsächlich aus Germanen bestand, die dort zusammen mit ihren Familien lebten. Man nimmt an, dass die Einheit ursprünglich nördlich des Hadrianswalls stationiert war und vorwiegend aus Reitern bestand. Im Zuge der Reorganisation der Grenzverteidigung unter Valentinian I. (364 bis 375) wurden sie um 367 an den Litus saxonicum verlegt. Die Einheit hat dort keine Inschriften hinterlassen. Aber noch andere Exploratores werden in der Notitia für Britannien angeführt, die Soldaten unter dem Praefectus numeri exploratorum in Lavatres (Bowes, Durham) in der Armee des Dux Britanniarum. Frühere Inschriften belegen zwei weitere Einheiten: den - N(umeri) EXPLOR(atorum) BREMEN(iensium), bekannt von einem Altar, der in Bremenium (High Rochester) gefunden wurde und die - EXPL[oratores Habitacenses], erwähnt auf einer Altarinschrift von 209 n. Chr., aus Habitancum (heute Risingham). Aus welcher dieser beiden Einheiten die in der Notitia aufgelistete hervorgegangen ist, ist unklar. Da auch die Gallienarmee des Magister equitum eine Einheit von Exploratores in ihren Reihen hatte, die noch dazu unmittelbar nach den Abulci aufgelistet wird, scheinen diese beiden Einheiten im Feld zusammen eingesetzt worden zu sein, genau wie der Numerus Abulcorum und der Numerus exploratores an der Sachsenküste. Die Einheit in Portchester könnte später der gallischen Feldarmee zugeteilt worden sein, obwohl es auch denkbar wäre, dass die Truppe in Bowes hierfür herangezogen wurde. In der Notitia sind ansonsten noch vier weitere Einheiten der Exploratores angeführt: drei unter einem - Praefectus militum exploratorum in der Armee des Dux Moesiae primae (Ostreich) und die Soldaten des - Praefectus militum exploratorum in der Armee des Dux Daciae ripensis (Ostreich). |           |